# Raja africana
Raja africana es una especie de pez de la familia de los Rajidae en el orden de los Rajiformes.

## Morfología
Los machos pueden llegar a alcanzar los 80 cm de longitud tota.

## Alimentación
Come crustáceo s y peces hueso. 

## Reproducción
Es ovíparo y las hembras ponen huevos envueltos en una cápsula córnea.

## Hábitat
Es un pez de mar y DE Clima subtropical (38 ° N-17 º N) y demersal que vive entre 50-400 m de profundidad.

## Distribución geográfica
Se encuentra en el Océano Atlántico oriental: Túnez y Mauritania.

## Observaciones
Es inofensivo para los humanos. 